# Blaskó Mária
Blaskó Mária Emília Terézia (Lugos, Krassó-Szörény vármegye, 1891. szeptember 20. – Malsch b. Ettlingen, NSZK, 1956. május 26.) tanárnő, írónő.

## Pályafutása
Tanulmányait Temesváron, Kalocsán és a budapesti a Sacré Coeur intézetben végezte. Előbb tanítónőként dolgozott, majd Temesvárt volt polgári iskolai tanárnő. Budapesten ismerte meg Bíró Ferencet, akinek lelki gyermeke és munkatársa lett. 1918. szeptember 1-jétől a Szív belső munkatársa volt. A indította és szerkesztette a lap gyermekrovatát. A Szívgárda egyesület központi titkáraként is dolgozott. Gondolkodott, hogy belépjen-e a Jézus Szíve Népleányok társaságába, azonban mégis világi maradt, ezáltal az írással és a Szívgárdával foglalkozott élete során. Több előadást, és tanfolyamot is tartott, ő szervezte meg a Szív-hetek nevű papoknak és tanítóknak szóló lelkigyakorlatokat a budapesti jezsuita központban. 1925-ben hozta létre a Jézus Szíve Szolgálónői Társulatot, amely lelki segítséget nyújtani volt hivatott. Javaslatot tett egy központi Szívgárda-ház felállítására is. A második világháborút követően kivándorolt Nyugatra. Ő írta a Hozsanna 156 és 280/A. énekét. Több cikkét és elbeszélését jelentette meg az Alkotmány, Élet, Hírnök, Népnevelő és a Temesvári polgári leányiskolai értesítő.

## Művei
- Tövisek között. Ifjúsági regény, Budapest, 1914.
- Új Magyarország. Budapest, 1915.
- Pityu. Budapest, 1918.
- Nem, nem, soha! Budapest, 1921.
- Szívgárda Vezérkönyve. Budapest, 1921.
- Imádság és élet. Imák és tanítások hajadonok számára. Budapest, 1923.
- Cseréljünk szívet. Gyermek imakönyv. Budapest, 1924.
- A kis zarándok. Szentévi emlék. Budapest, 1925.
- Lelki zarándoklat. Szentévi emlék ájtatossági gyakorlatokkal, kilenceddel és Róma ismertetésével. Mezőkövesd, 1925.
- Maradj velünk, Jézus! Emlékfüzet jó gyermekek első áldozására v. más lelki ünnepére. Budapest, 1927.
- Jézus Szíve kis naptára 1927-1944. Összeáll. Budapest, 1926-43.
- Édesanyám. Szűz Mária élete. Budapest, 1928.
- Katholikus vagyok! Emlékfüzet katholikus gyermekek első áldozására. Budapest, 1929.
- Magyar glória. Emlékfüzet a magyar szentekről és boldogokról. Budapest, 1930.
- A királyfi lovagjai. Budapest, 1930.
- Jézus jön hozzátok. Budapest, 1930.
- Szent Imre és a gyermekek. Budapest, 1930.
- Alkalmi versek. Budapest, 1931.
- A Nagy Király. Első áldozási emlékfüzet. Budapest, 1931.
- A csillagok leányai. Elbeszélés. Budapest, 1931.
- Ünnepeljen minden szív. Színdarabok. Budapest, 1931.
- Enyém az ég. Kis Szentt Teréz imakönyve. Budapest, 1932.
- Jézusom, itt vagyok! Imaóra elemista gyerekeknek. Budapest, 1932.
- A Mester hív. Rákospalota, 1932.
- Családi ájtatosságok. Napi és alkalmi közös imák a katholikus családban. Budapest, 1933.
- Gyermek a kereszt alatt. Emlékfüzet a Szentévre. Budapest, 1933.
- Családi emlékkönyv karácsonyra. Budapest, 1934.
- A csodaforrás. Budapest, 1934.
- Jézuska szeress! Oktatás és napi imák kicsi gyermekeknek. Budapest, 1934.
- Jézuska tanít. A vasárnapi evang-oknak és az egyház ünnepeinek magyarázatai, a napi szentek ismertetésével gyermekek részére. Budapest, 1935.
- Szent József. Oktatások, imák és kilenced ájtatosság. Budapest, 1935.
- A család jó gyermeke. Képes abc-vel. Budapest, 1936.
- Imádságos képeskönyvem. Iskolás koron alóli és 1-2. o. kisgyermekek számára. Budapest, 1936. (új kiadás Budapest, 1990)
- Jézus Szíve katekizmus. 75 kérdés és felelet Jézus Szíve tiszt-éről. Gyermekek részére összeáll. Budapest, 1936.
- Kat. akció. Oktató és imádságos füz. a katolikus magyar ifjúság részére. Budapest, 1936.
- Krisztus király serege. Oktató- és imádságos füzet a „Katolikus Akcióról” gyermekeknek. Budapest, 1936.
- Vértanúk. Budapest, 1936.
- Multvári leányok. Regény. Budapest, 1936.
- Magyar szentév. Budapest, 1938.
- A gyönyörűség kapuja. Regény. Budapest, 1940.
- Vörös Princi, a mesterdetektív. Budapest, 1940.
- Az Atya kincsei. P. Bíró élete gyermekeknek. Budapest, 1941.
- Kaszap István útján. Budapest, 1943.
- Napsugárka. Bogner M. Margitról. Budapest, 1944.
- Pedró. Ifjúsági elbeszélés. Márton Lajos festőművész illusztrációival. Budapest, Szent István Társulat. (új kiadás Budapest, 1991.)
- A titok gyermekei. Ifj. reg.
- Te légy anyám. Történetek és imádságok gyermekek részére.
- Szűz Mária által Jézushoz. Vallásos színdarab.
- Szívgárdisták. Elbeszélés.
- Színdarabok és ünnepéyanyagok a lelkigyakorlatosház javára és lelkigyakorlatos eszme ismertetésére.
- A szépségkirálynő. Jézus Szíve színdarab...
- Szent Szív az otthonban. Verses, énekes jelenet családok használatára.
- Szent Miklós ajándéka. Kisgyermekeknek.
- Szent István ajándéka. Elbeszélés gyermekeknek.
- Négy kis vöröskereszt. Karácsonyi színdarab.
- Őrangyalunk. Ifjúsági reg.
- Rózsaeső. Életrajzi regény.
- A nagy titok. Elbeszélés.
- A ministráns. Elbeszélés.
- A nagy hódító. Elbeszélés Szent Ferenc korából.
- Mária és Márta. Bibliai regény serdülő lányoknak.
- Megtalált szív. Jézus Szíve-színdarab.
- Manréza titkai. Allegorikus szj.
- A kőszikla. Vallásos elbeszélés.
- Kövessetek! Elbeszélés Szent Tarzicius korából.
- A király szíve. Vallásos színdarab.
- Királyi sarj. Elbeszélés Szent József korából.
- A kis hős. Elbeszélés Szent Alajos életéből.
- Jézuskával. Elbeszélések.
- Jézuskával, angyalkával. Mesék.
- Jézus Szíve versek.
- Jézus Szívének tiszt-e. Ifj. színmű.
- Jézuska és én. Gyermek regény.
- Jézuska hív. Elbeszélések.
- Isten kertje. Legendák gyermekek számára.
- Jézus szíve a családban. Színmű.
- A hű barát. Elbeszélések.
- Gyermekszavalatok. Vallásos és ünnepekre szóló versek.
- Fülöpke. Missziós elbeszélés kisgyermekeknek.
- Guidó kis pajtásai. Gui de Fontgalland életrajza és követése.
- Az erdei madonna. Színmű.
- A csodatevő. Elbeszélés gyermekeknek Páduai Szent Antal történetével.
- A dicsőség serege. Elbeszélés gyermekeknek.
- Az első karácsony. Szj.
- A csillagok leánya. Elbeszélés magyarországi Szent Erzsébet történetével.